# 2009年澳洲大堡礁哈密頓島管理員甄選活動
澳洲大堡礁哈密頓島管理員甄選活動（英語：The Best Job In The World，部分媒體封為世界上最理想的工作），乃由澳洲昆士蘭旅遊局（Tourism Queensland）耗資170萬澳幣向世界各國媒體刊登廣告甄選大堡礁哈密頓島（Hamilton Island）的管理員，並藉由這次活動宣傳大堡礁旅遊。

## 工作內容
- 探索和匯報
- 餵飼魚類
- 清潔魚池
- 收集信件
- 在專屬部落格發送圖片、撰寫文章給世人瀏覽
- 擔任大使接受訪問

官方將提供來回工作地及申請人居住城市的機票、住宿、和所有交通費、合約期間內的保險、電腦、數位相機，半年酬勞為15萬澳幣。工作期間為2009年7月1日至2009年12月31日。

## 參賽條件
僅有年滿18歲的年齡限制和流利的英文對話要求，其餘條件皆無設立。

## 歷史
- 2009年1月18日：昆士蘭旅遊局向世界各國媒體刊登甄選廣告，並開放報名
- 2009年2月22日：報名截止，總共34684人報名參加
- 2009年3月2日：昆士蘭旅遊局選出50位入圍者，並開放外卡投票，至3月24日截止
- 2009年3月19日：俄羅斯一位參賽者因被檢舉指控參與色情行業而被取消資格
- 2009年4月2日：再公佈15位入圍者和1名網路得票最高的外卡入圍者
- 2009年5月3日：16名入圍者前往澳洲面試
- 2009年5月6日：公佈當選名單

## 最後16人
本活動至報名截止一共有3萬4千人報名，經過層層篩選之後，選出了最後十六強：
- Ben Southall 英国罕布夏彼得斯菲爾德
- 姚逸（Yi Yao） 中华人民共和国廣州
- 王秀毓（Clare Wang） 中華民國台北板橋（網絡得票最高的外卡入圍者）
- 小林美繪子（Mieko Kobayashi） 日本東京
- Mirjam Novak 德国巴伐利亞
- Magali Heuberger 荷蘭阿姆斯特丹
- Juweon Kim 首爾
- James Hill （原居英國倫敦）
- Hailey Turner 布里斯本
- Greg Reynen 新加坡新加坡
- George Karellas 爱尔兰貝蒂斯敦
- Erik Rolfsen 加拿大溫哥華
- Clarke Gayford 新西兰奧克蘭
- Cali Lewis 美国德州達拉斯
- Ben Henry 法國里昂
- Anjaan RJ 印度班加羅爾

2009年5月6日昆士蘭旅遊局公佈最終結果，由英國籍的Ben Southall取得這份工作合約。

## 影響
這次活動不同於以往傳統的自我宣傳，每個參賽者透過社群網站，利用社群網站帶來的影響力和方便性盡可能的宣傳自我，改變了以往選拔只需要由主辦單位安排好的模式，讓整個比賽更增添了競爭力和話題性。許多參賽者利用Youtube、facebook等各種網站建立自己的網路生活圈，也建立了屬於自己的人脈，社群網站更因為這個活動讓使用量比平日更為增加。而昆士蘭旅遊局更因為巧妙的透過本活動宣傳，為當地帶來可觀的效益。這個活動也讓許多國家將此視為國際的競賽，多數參賽者視同代表一個國家，凝聚了屬於自己國家的向心力。

## 外部連結
- 活動官方網站（页面存档备份，存于）
- 昆士蘭旅遊局（页面存档备份，存于）